# 奧爾茲鎮區 (北卡羅萊納州格林縣)
奧爾茲鎮區（英語：Olds Township）是位於美國北卡羅萊納州格林縣的一個鎮區。

## 地方資料
奧爾茲鎮區的面積為99.45平方千米，皆為陸地。根據2020年美國人口普查的數據，當地共有人口4525人，而人口密度為每平方千米45.5人。